# تاريخ أيرلندا (800–1169)

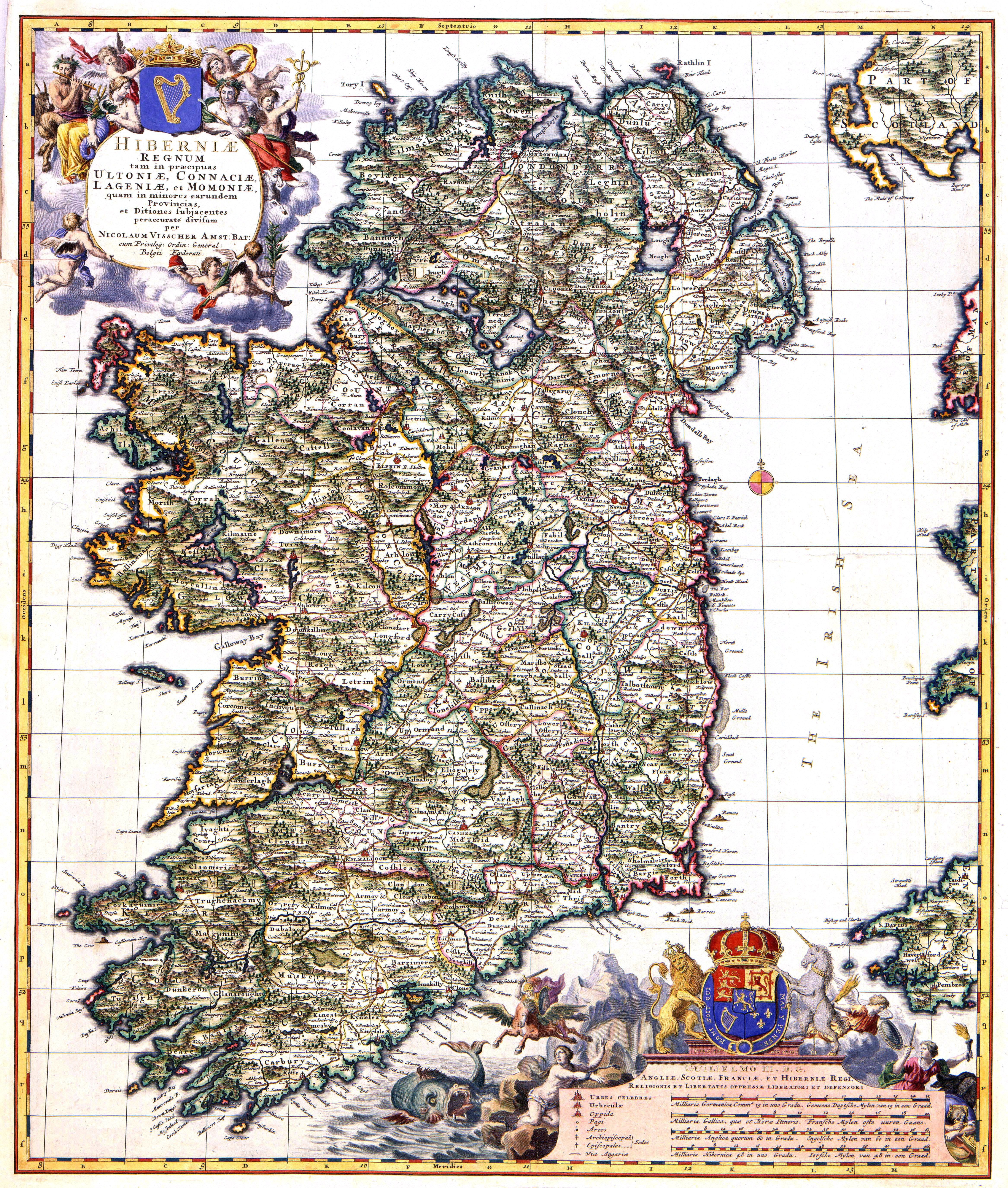

تاريخ أيرلندا 800–1169 يغطي الفترة الممتدة منذ أولى غارات الفايكنغ وحتى غزو النورمان لأيرلندا. يتّسم أول قرنين من هذه الفترة بغارات الفايكنغ ومستوطنات الشماليين اللاحقة على طول الساحل. أُنشِئت موانئ الفايكينغ في دبلن، وَويكسفورد، وَوترفورد، وكورك، وليمريك التي أصبحت أولى البلدات الكبيرة في أيرلندا.
تألفت أيرلندا من العديد من «التواثا» شبه المستقلة (تواثا túatha، جمع لكلمة تواث بالأيرلندية القديمة: Túath، ويمكن أن تشير إلى منطقة جغرافية أو إلى الشعب القاطن فيها)، وعلى امتداد الفترة بأكملها، بذلت مختلف الفصائل محاولات لبسط سيطرتها السياسية على الجزيرة برُمّتها. خلال القرنين الأولين من تلك الفترة، تمثّلت تلك المحاولات بشكل أساسي بالمنافسة بين ملوك أيرلندا الأعلَين المنحدرين من الفرعين الشمالي والجنوبي من سلالة نييل. ومع ذلك، فإن الملك الوحيد الذي كان قاب قوسين أو أدنى لأن يصبح ملكًا فعليًا على أيرلندا بأكملها كان بريان بورو، وهو أول ملك أعلى في تلك الفترة غير منحدر من سلالة نييل.
بعد أن لقي بريان مصرعه في معركة كلونتارف عام 1014، أصبح الوضع السياسي أكثر تعقيدًا مع التنافس على منصب الملك الأعلى من قبل عشائر وسلالات عدّة. فشل أحفاد بريان في الحفاظ على عرش موحد، وأدت النزاعات الإقليمية حول الأرض بشكل غير مباشر إلى غزو النورمان تحت قيادة ريتشارد دي كلير في عام 1169.

## طبيعة المصادر المكتوبة
نجت مجموعة كبيرة من المواد المعاصرة وشبه المعاصرة حول فترة بدايات العصور الوسطى في أيرلندا. يمكن القول من عناوين الأعمال المذكورة في هذه المصادر إن قدرًا كبيرًا من المواد الإضافية قد ضاع. توجد المواد الباقية عادة بشكل نسخ لاحقة، ولا يمكن إعادة بناء المستندات الأصلية إلا من خلال مقارنة النصوص المختلفة.
تُستمد الحوليات الأيرلندية الحالية بشكل أساسي من مجلد «وقائع أيرلندا» المفقود حاليًا والذي جرى تجميعه على الأرجح في أراضي أيرلندا الوسطى في عام 800 تقريبًا. تشمل جميعها مواد مستقاة من مصادر أخرى، أو مضافة في تاريخ لاحق. تغطي حوليات أولستر وحوليات إنيسفالين معظم تلك الفترة، لكن ثمّة فجوة بين عامي 1132 و1155. لم تنجُ حوليات كلونماكنويز إلا بالنسخة المترجمة للإنجليزية القديمة من القرن السابع عشر، وفُقدت حوليات تيغرناخ لتلك الفترة مع النسخة المختصرة للمؤرخ دوفلتاخ ماك إرفيشي المعروفة باسم وقائع سكوتوروم والتي توفر فقط جزءًا من المواد المفقودة. تأتي حوليات المعلمين الأربعة متأخّرة ومتضمنةً بعض المواد مشكوكة الأصل. وفي حين أن الحوليات تقدم قدرًا كبيرًا من المعلومات، فهي عمومًا مقتضبة وتركز اهتمامها إلى أقصى حد على عمليات القتل التي ارتكبتها سلالة نييل ورجال الكنيسة.
بالإضافة إلى الحوليات، نجا عدد كبير من السلالات مع نصوص جغرافية وقانونية، وشعر، وقصص ملحمية، وسير الأدباء.
في القرن الثاني عشر، تم تأليف نصوص ملفقة مثل «السيرة المنتصرة لسيلاتشن من كاشيل» و«حرب الأيرلنديين مع الأجانب». مع أن الدقة التاريخية لهذه الروايات مشكوك بها، فقد كان كتاب «حرب الأيرلنديين مع الأجانب» ذا أثر كبير على تفسير تاريخ العصور الوسطى الأيرلندية حتى وقت ليس ببعيد.

## المشهد السياسي في عام 800 تقريبًا
في نهاية القرن الثامن، كانت أيرلندا غيلية بصورة متجانسة من ناحية المجتمع والثقافة واللغة. عاش الناس في مجتمعات ريفية، أما المستوطنات الكبيرة الوحيدة، فتمثلت بالبلدات الرهبانية متفاوتة الأحجام. لعبت الأديرة دورًا هامًا في المجتمع، لا في ما يمسّ الحياة الدينية والثقافية فقط، بل أيضًا في الاقتصاد والسياسة. بدأ التنصير في القرن الخامس، وبحلول مطلع القرن التاسع، كانت الجزيرة مسيحية بالكامل تقريبًا. ومع ذلك، فإن سجل تالاغت للشهداء (الذي كُتِب في وقت ما في القرن الثامن أو التاسع) يشير إلى أن الوثنية لم تُجتَثّ بعد بشكل نهائي آنذاك.
حدد أوين ماكنيل «أقدم حقيقة مؤكدة في تاريخ أيرلندا السياسي» بوجود نظام حكم خماسي في أواخر فترة ما قبل التاريخ، تكوّن ذلك النظام على الأرجح من الكويسيدا أو «الأخماس»، وهي أخماس أوليه (أولستر) وكوناكتا (كوناكت)، ولايين (لينستر)، ومومو (مونستر)، وميد (ميث)، مع أن بعض الروايات تهمل خُمس ميد وتقسم خُمس مومو إلى قسمين. إن هذا ليس توصيفًا دقيق للمشهد السياسي في عام 800 تقريبًا، ولكن عند مناقشة التقسيمات الفرعية السياسية في أيرلندا في تلك الحقبة، فما يزال من المفيد الرجوع إلى هذا النظام، وإذا ما دُمجت لايين وميد لتصبحا لينستر، فهذا يتماشى تقريبًا مع المحافظات الأربع الحديثة في أيرلندا.
كان أحفاد نييل، المنقسمين إلى فرعين رئيسيين عُرفا باسم «أحفاد نييل الشماليون» و«أحفاد نييل الجنوبيون»، هم السلالة الحاكمة في أيرلندا. سيطر أحفاد نييل الشماليون على الجزء الشمالي الغربي من أيرلندا، وانقسموا إلى فرعين بارزَين هما آل كونال في الغرب، وآل أوين الذين تُعرف أرضهم باسم مملكة إيليش. أصبح آل أوين أقوى الفرعين في عام 789، وتوسعوا شرقًا وجنوبًا مسيطرين على المركز الرهباني الهام «أرماه» والمملكة الفرعية الكبيرة «أرغيلا». أما مملكة أوليه القديمة، التي هيمن عليها كل من دال فيتاخ ودال نارادي، فقد أصبحت الآن مقتصرة إلى حد ما على المنطقة الواقعة شرق نهر بان.
منذ القرن السابع، سيطر من عُرِفوا لاحقًا باسم «أحفاد نييل الجنوبيون» على المنطقة الوسطى من ميد. حتى القرن الثامن، كان أحفاد نايدو سلين (المعروفين أيضًا باسم ملوك بريغا) هم السائدون في المنطقة، لكن منذ عام 728، أصبحت سلالة أحفاد كولمان الغربية السلالةَ المهيمنة.
في لايين، كان أحفاد دونلانغ الأسرة الحاكمة المهيمنة في عام 800 تقريبًا، وقد ارتبطوا ارتباطًا وثيقًا بدير كيلدير الكبير. لم يتمكن منافسوهم على السلطة في لينستر «أحفاد سينسيلاغ» من نيل لقب ملك ليسنتر منذ عام 728. سيطر أحفاد سينسيلاغ آنذاك على منطقة واقعة في الجزء الجنوبي الشرقي من لينستر، وكانوا على صلة وثيقة بدير فيرنز.
كانت مملكة أوسرياغ، التي شغلت تقريبًا المساحة ذاتها لمقاطعة كيلكيني الحالية ومقاطعة ليش الغربية مجتمعتين، تُعتبر جزءًا من مونستر حتى أواخر القرن التاسع، وذلك حتى حصولها على الاستقلال تحت حكم الملك كيرفال ماك دونلانغ. هيمنت سلالة إيوغاناختا الحاكمة على منطقة مونستر المتمركزة حول بلدة كاشيل متخذةً قرية إيملي مركزًا كنسيًا. هزمت قبيلة دال غاش (التي لم تكن معروفة بعد بهذا الاسم) كوركو مودرواد في عام 744، وسيطرت على المنطقة حيث تقع مقاطعة كلير حاليًا التي مهدت طريقها لاحقًا نحو الهيمنة الكاملة، بيد أنها لم تشكل حينها قوة كبيرة في مونستر. نافست سلالة إيوغاناختا أحفادَ نييل على السلطة والنفوذ، وادّعت سيادتها على الجزء الجنوبي من أيرلندا. استند هذا الادعاء جزئيًا إلى التقسيم الأسطوري القديم للجزيرة «ليث كون وليث موغ»؛ «نصف كون» (الشمال) و«نصف موغ» (الجنوب).
خلال القرن السابع، ظهر أحفاد بريون في كوناكت، وأصبحوا السلالة الحاكمة منذ النصف الأول من القرن الثامن. سيطر أحفاد بريون أيضًا على مملكة بريفيني على الحدود الجنوبية لأراضي أحفاد نييل الشماليين.